# 雷德蒙德 (华盛顿州)
雷德蒙德（英語：Redmond），也譯「雷蒙」，是位于美国华盛顿州金县的城市，处在大西雅图地区的东部边缘。著名的微软公司總部和任天堂美国公司都位于此城市。
根据美国人口调查局2000年统计，雷德蒙德共有人口46,391人，其中白人占79.26%、亚裔美国人占13.02%、非裔美国人占1.52%、美国原住民占0.45%、太平洋岛国人占0.18%。 
雷德蒙德每年举办的自行车街道赛和室内赛也非常有名，它也因此被人称作“美国西北部的自行车首都”（the bicycle capital of the Northwest）。